# روماليزا
محمد بن خلفان بن خميس البرواني (بالإنجليزية: Rumalizaت بين تم نت يب لا ن من يب أو ز)‏ (ولد في 1855)، المعروف بـروماليزا (الإنجليزية: Rumaliza)، هو عماني سواحيلي تاجر رقيق وعاج في شرق أفريقيا في الجزء الأخير من القرن التاسع عشر.  بمساعدة من تيبوتيب استطاع أن يكوُّن سلطنة أوجيجي.  في فترة من الفترات استطاع أن يسيطرعلى تجارة تنجانيقا بأكملها، قبل أن يهزم من قبل القوات البلجيكية تحت قيادة البارون فرانسيس دانيس في يناير عام 1894م.

## الخلفية
التجارة بالعبيد في غرب أفريقيا تعود إلى آلاف السنين. أول ذكر للعرب في تجارة العبيد في ساحل شرق أفريقيا يعود إلى القرن الثاني ميلادي.  أنشأ العرب سلسلة من المراكز التجارية على طول الساحل. من خلال الاتصال القديم مع العرب،
نتجت ثقافة جديدة وهي السواحيلية بين شعب البانتو في المنطقة.على الرغم من أن اللغة السواحلية لها جذور لغة البانتو، إلا أنها تتضمن العديد من الكلمات ذو الأصل العربي. لسنوات عديدة، كانت زنجبار تعتبر جزءا من مملكة عمان. التجار السواحيليون والعرب قاموا الحصول على العبيد في المناطق الداخلية من شرق أفريقيا وبيعها في أسواق كبيرة مثل زنجبار التي تقع على الساحل. التجارة بلغت ذروتها في القرن التاسع عشر استجابةً لتزايد الطلب المحلي والعالمي على العبيد.

## التجارة
ولد روماليزا في ليندي حوالي عام 1855م، على ساحل المحيط الهندي في جنوب تنزانيا.
وتلقى تعليمه في زنجبار في عهد السلطان ماجد بن سعيد (1856-1870). واستطاع التاجر العربي تيبوتيب الوصول من زنجبار إلى لوبا  في أواخر العام 1850، متاجرا بالعبيد والعاج والنحاس. واعتمد على القوة اللازمة لهزيمة الغير متعاونين من الشيوخ والزعماء المحليين، واستمرفي توسيع إمبراطوريته التجارية. في عام 1875، أسس عاصمته  كاسونغو.
كما أمضى روماليزا بعضا من الوقت مع تيبوتيب في تابورا غرب تنجانيقا، ويقال انه قد اكتسب اسمه من  قرية أو ضاحية تسمى روماليزا أو لوماليزا. كما شكل روماليزا تحالفاً تجارياً مع تيبوتيب.

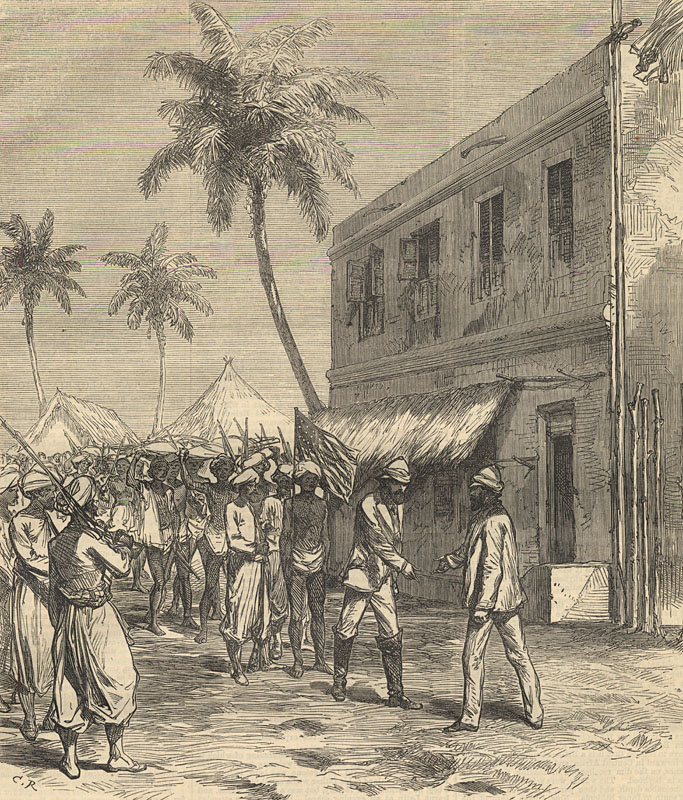
اجتماع هنري مورتون ستانلي وديفيد ليفينغستون في أوجيجي في عام 1871

 أنشأ روماليزا في Ujiji سوقاً كبيراً حيث يمكن تبادل الملح مع السلع الأخر بالقرب من بحيرة تنجانيقا في تنزانيا في عام 1840، وأحكم تيبوتيب وروماليزا السيطرة على المنطقة بحلول عام 1881. ومن 1883 كان روماليزا زعيماً للمجتمع السواحيلي في أوجيجي. روماليزا وجنوده أحكموا القبضة على خمس مراكز تجارية على الساحل الشمالي الشرقي من بحيرة تنجانيقا بين 1884 و 1894. كما أطلق سلسلة من الغارات في الجبال حتى قرية نهر روسيزي و بحيرة كيفو.
شركة حمد المرجبي (الإنجليزية: The HM Company) هي منظمة وشركة تجارية أسسها ويقودها التاجر تيبوتيب، ظهرت في عام 1883.
كانت مدعومة من قبل السلطان برغش بن سعيد في زنجبار و التاجر الشهير تاريا توبان. وقدم الاتحاد الدولي الأفريقي عرضاً بمساعدة تيبوتيب في تجارته إذا وافق على مساعدتهم في السيطرة على الأراضي التي أقام بها نقاط القوة والحصون.  تحالف تيبوتيب مع روماليزا، الذي كان لديه الكثير من الجنود ولكن كان قليل المال. الشراكة الجديدة  بين التاجرين كانت تغطي ما بين أوجيجي وشلالات بويوما ومناطق إلى الجنوب من هذا الخط التجاري كانت تحت سيطرة عبد الله بن سليمان كملازم لتيبوتيب وروماليزا. بين 1885 و 1892 وبعد وفاة موينجي هيري، أحكم روماليزا سيطرته على مناطق أكبر كانت تحت نفوذ موينجي هيري. كما أراد فتح طرق تجارية جديدة نحو مانيما إلى الغرب وإيتوري إلى الشمال.
في عام 1886 اعترف تيبوتيب  بالكونغو الحرة ومن ثم نُصّب محافظاً للمناطق الشرقية التي تم تغطيتها من قبل شبكته التجارية.  توفي التاجر الشهير تاريا توبان في أواخر عام 1891. مما سمح لتيبوتيب الحصول على جزء من التركة كـديون مستحقة له، مما دفع رومايزا إلى تقديم دعوى للحصول على حصته في محكمة دار السلام التي كانت تابعة لألمانيا. وتم منحه بعض من ممتلكات تيبوتيب في شرق أفريقيا الألمانية.

## حملات التبشير في أفريقيا

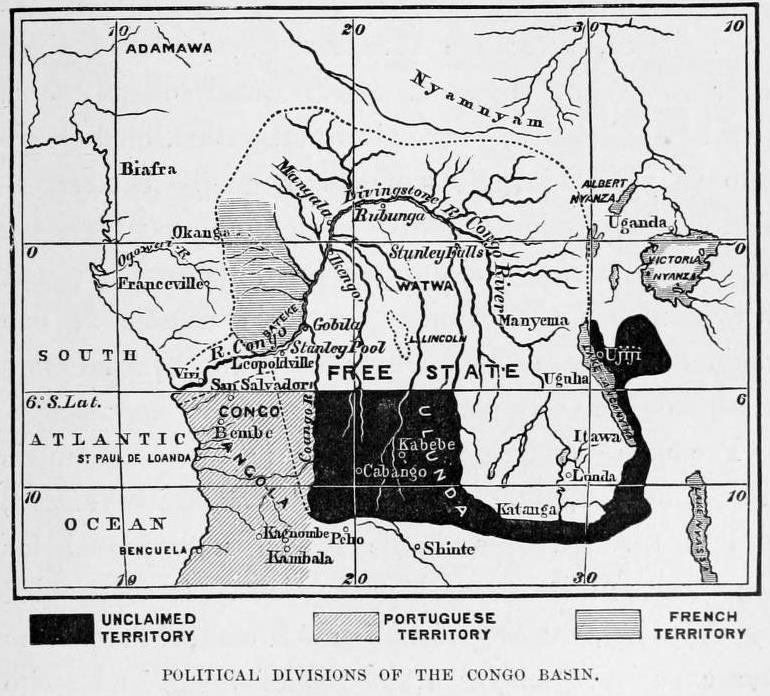
خريطة لدولة الكونغو الحرة من كتاب ستانلي 1885. تظهر أوجيجي التابعة لروماليزا في "الأقاليم التي لم يطالب بها أحد" إلى الشرق من بحيرة تنجانيقا.

المبشرين وخاصةً من الآباء البيض قاموا بإنشاء مراكز في الشمال الغربي من تنجانيقا  شكلت عقبة أمام التوغل العربي في منطقة مانيما، المحمية من قبل القائد ليوبولد لويس جوبير. تسامح روماليزا مع تأسيس أولى البعثات التبشيرية في مولويوا في عام 1880 و كيبانغا في عام 1883، ولكن لم يسمح بإنشاء محطة في أوجيجي. في مايو نم عام 1890م، مجموعة من العرب كانوا على وشك مهاجمة بعثة الآباء البيض في مبالا على الشاطئ الغربي من بحيرة تنجانيقا، وإنسحبوا فقط بعد مادمرت عاصفة عددا من قواربهم. وقبل أن يغادروا أكدوا على  أن  قد أعطى روماليزا أوامراً لهم بأن لا يضروا المبشرين بسوء.
في سبتمبر عام 1890 زار الآباء البيض وليونس بريدو وفرانسوا كولبوي أوجيجي، حيث وجدوا روماليزا وتيبوتيب، كان روماليزا  حريصا على أن المبشرين قد قدموا تقريراً جيداً  إلى أمين باشا، الذي كان متوقعا أن يزور أوجيجي أيضا. اعتذر روماليزا  عن العداء الذي أظهره رجاله  للمبشرين، قائلا انه لم يتمكن من السيطرة عليهم.
ومع ذلك، كان روماليزا عازماً على القضاء على ليوبولد لويس جوبير، قائد القوات المدافعة عن الآباء البيض، الذين كانوا يعطلون تجارته.
في 1891م، استطاع التجار السيطرة على كامل الشاطئ الغربي من البحيرة.  عيّن البلجيكيون تيبوتيب ملازماً لهم في المنطقة، ولكن جوبير رفض الاعتراف بسلطة تيبوتيب.

## النهاية

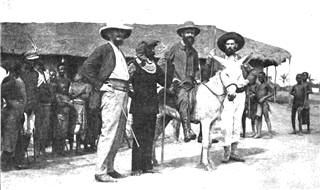
فرانسيس دانيس في الكونغو. وجيشه المسلح الذي سينهي على روماليزا.

أصبحت دولة الكونغو الحرة أقوى وأقل تسامحا مع «العرب» الأقوياء، وعزموا على التخلص منهم نهائياً.
في 1892م  سيطر روماليزا على تنجانيقا من قاعدته في أوجيجي على طريق تجارة الرقيق من شلالات ستانلي شمالا حتى نهر لوالابا وإلى نيانجوي، وشرقاً إلى بحيرة تنجانيقا ثم عبوراً إلى تابورا وإلى باجامويو المعاكسة لزنجبار. وكان إجمالي عدد السواحليين المقاتلين في هذه المنطقة الضخمة  حوالي مائة ألف، ولكن كل زعيم يتصرف بشكل مستقل. على الرغم من خبرتهم في الحروب، كانوا مسلحين ببنادق بسيطة. أما البلجيكيين فكانوا ستمائة جندي فقط مقسمين بين المخيمات في باسوكو و لوسامبو، ولكن كانوا مسلحين أفضل بكثير من السواحيليين وكانوا يملكون ستة مدافع. وأتت حملة بلجيكية جديدة تحت قيادة الكابتن جاك لتخلف جوبير في عام 1892، وأنشأت موقعا في ألبرتفيل،
حيث هزمت قوات روماليزا.
القوات البلجيكية الأخرى تحت قيادة فرانسيس دانيس أطلقت حملة ضد تجار الرقيق في عام 1892، ,كان روماليزا واحدا من الأهداف الرئيسية.  تقدمت قوات دانيس حتى النهر. ووصل نيانجوي في 4 مارس 1893 و كاسونغو في 22 أبريل عام 1893م، ووجد كل المدن مهجورة. ووجد مخزن عملاق في كاسونغو يحتوي على العاج والذخيرة والمواد الغذائية والكماليات مثل الذهب وأدوات مائدة مصنوعة من الكريستال. في الأشهر الستة المقبلة لا تزال حملة دانيس نشطة، في حين أن قوات روماليزا كانت تزداد عددا من السواحيليين الذين فرُّوا بعد الهزيمة من قبل دانيس وجيشه.
في عام 1893  نصح تيبوتيب روماليزا بأن يتقاعد من التجارة، ولكن روماليزا فضل أن يقف مع شعبه في بحيرة تنجانيقا.  أعد روماليزا جيشا قوياً  واشتبك مع قوات دانيس 15 أكتوبر من عام 1893م مما تسبب في وفاة اثنين من القادة الأوروبيين وخمسين من جنودهم. في 19 أكتوبر 1893 هاجم روماليزا مجددا موقعا بالقرب من كاسونغو. لكن استطاع دانيس  تركيز قواته وهزم روماليزا. وتم بعدها تدمير المواقع المحصنة على طول الطريق التجاري. وانضمت قوات دانيس إلى حملة الكابتن ألفونس جاك.
وبحلول 24 ديسمبر 1893 حصل دانيس على تعزيزات وكان على استعداد تام للمضي قدما مرة أخرى. وتلقى أيضا روماليزا بعض المساعدات. أرسل دانيس كتيبة من قواته تحت قيادة جيلين لمنع روماليزا من أن يتراجع وكتيبة آخرى تحت قيادة دي ووترز للتقدم إلى حصن روماليزا بالقرب من بيناكالونجا. في 9 يناير عام 1894 وصلت تعزيزات بلجيكية أخرى تحت قيادة الكابتن لوثير وفي نفس اليوم تم قصف مخزن الذخيرة في حصن روماليزا وإحترق الحصن من الداخل جراء ذلك. معظم المتواجدين داخل الحصن تم قتلهم أثناء محاولتهم الهروب من النيران. وفي غضون ثلاثة أيام إستسلمت بقية الحصون التابعة لروماليزا وألقي القبض على ألفين رجل من قوات روماليزا، ومع ذلك استطاع روماليزا الهروب.  وأخيراً لجأ روماليزا إلى الأراضي الألمانية في تنجانيقا.